# Lygaeospilus fusconervosus
Lygaeospilus fusconervosus är en insektsart som beskrevs av Barber 1948. Lygaeospilus fusconervosus ingår i släktet Lygaeospilus och familjen fröskinnbaggar. Inga underarter finns listade i Catalogue of Life.